# تومويا ناكانيشي
تومويا ناكانيشي (باليابانية: 中西 倫也) (12 أبريل 1992 في واكاياما في اليابان – )؛ هو لاعب كرة قدم ياباني سابق كان يلعب كمهاجم.

## وصلات خارجية
- تومويا ناكانيشي على موقع رابطة كرة القدم اليابانية للمحترفين (اليابانية)